# Horlachen (Kronach)
Horlachen ist ein Gemeindeteil der Kreisstadt Kronach im Landkreis Kronach (Oberfranken, Bayern).

## Geographie
Das Dorf befindet sich auf einer Anhöhe, die südlich und westlich ins Tal des Leßbachs abfällt. Der bewaldete Hang heißt Prügelwald. Eine Gemeindeverbindungsstraße führt nach Staibra (1,2 km nordwestlich) bzw. zur Kreisstraße KC 12 (0,7 km östlich).

## Geschichte
Gegen Ende des 18. Jahrhunderts gab es in Horlachen 9 Anwesen. Das Hochgericht übte das bambergische Centamt Stadtsteinach aus. Die Dorf- und Gemeindeherrschaft hatte das Vogteiamt Stadtsteinach inne. Grundherren waren die Verwaltung Prügel des Aufseesischen Seminars (1 Sölde mit Ziegelhütte, 1 Zweidrittelgütlein, 1 Drittelgütlein, 3 Söldenhäuser), die bambergische Verwaltung Untersteinach (1 halbes Gütlein) und das Rittergut Fischbach (1 Gut, 1 halbes Gütlein).
Mit dem Gemeindeedikt wurde Horlachen dem 1808 gebildeten Steuerdistrikt Fischbach und der 1818 gebildeten Ruralgemeinde Wötzelsdorf zugewiesen. Am 1. Januar 1972 wurde Horlachen im Zuge der Gebietsreform in Bayern in die Gemeinde Fischbach eingegliedert, die ihrerseits am 1. Mai 1978 nach Kronach eingemeindet wurde.

### Einwohnerentwicklung
| Jahr      | 001818 | 001861 | 001871 | 001885 | 001900 | 001925 | 001950 | 001961 | 001970 | 001987 |
| Einwohner | 48     | 82     | 88     | 119    | 86     | 99     | 87     | 68     | 68     | 61     |
| Häuser    | 10     |        |        | 16     | 16     | 15     | 15     | 16     |        | 16     |
| Quelle    | [ 5 ]  | [ 7 ]  | [ 8 ]  | [ 9 ]  | [ 10 ] | [ 11 ] | [ 12 ] | [ 13 ] | [ 14 ] | [ 1 ]  |

## Religion
Der Ort ist seit der Reformation evangelisch-lutherisch geprägt und war ursprünglich nach St. Maria Magdalena (Kirchleus) gepfarrt, seit dem 19. Jahrhundert ist die Pfarrei St. Jakobus (Fischbach) zuständig.